# Cyrano de Bergerac (film, 1946)
Pour les articles homonymes, voir Cyrano de Bergerac.
Pour plus de détails, voir Fiche technique et Distribution.
Cyrano de Bergerac est un film français réalisé par Fernand Rivers, sorti en  1946.

## Fiche technique
- Titre : Cyrano de Bergerac
- Réalisation : Fernand Rivers
- Scénario : adaptation de l'œuvre d'Edmond Rostand
- Photographie : Jean Bachelet
- Montage : Marguerite Beaugé
- Musique : Henri Verdun[1]
- Décors : René Renoux
- Son : René-Christian Forget
- Producteur : Fernand Rivers
- Société de production : Les Films Fernand Rivers
- Pays de production :  France
- Format :  Noir et blanc - 1,37:1 - 35 mm - Son mono
- Genre : Comédie dramatique
- Durée : 100 minutes (1 h 40)
- Date de sortie :	
  - France : 29 août 1946
- Affiche : Fernand François (France)

## Distribution
- Claude Dauphin : Cyrano de Bergerac
- Pierre Bertin : Le comte de Guiche
- Christian Bertola : Christian de Neuvillette, le jeune homme qu'aime Roxane
- Ellen Bernsen : Roxane, la cousine de Cyrano, amoureuse du beau Christian
- Michel Nastorg : Le Bret
- Gaston Rullier : Carbon de Castel-Jaloux
- René Sarvil : Ragueneau
- Alice Tissot : la duègne
- Desportes : Montfleury, un acteur de théâtre pompeux
- Guillot : Lignières
- Max Roger : le vicomte de Valvert
- Christian Alers
- Robert Balpo
- Pierre Darteuil
- Paul Faivre
- Jeanne Hardeyn
- Jean-Marc Tennberg
- Madeleine Brosy
- Christiane Sertilange
- Henri Vernet
- Gérard Férat[2]

## Autour du film
- Le film est une adaptation assez plate mais fidèle[3] de la pièce de Rostand. C'est le premier rôle de Claude Dauphin à son retour en France après la guerre.